# Erik Baška
Erik Baška (12 januari 1994) is een Slowaaks wielrenner die in 2022 zijn wielercarrière afsloot bij Dukla Banská Bystrica.
Na een goede periode bij de junioren te hebben gekend, begon Baška in 2013 als belofte bij Dukla Trenčín Trek. Hij zou twee seizoenen deel uitmaken van het team. Nadat hij in 2013 al nationaal beloftekampioen tijdrijden geworden was, kende hij in 2014 zijn doorbraak als jeugdrenner. Zo won hij verschillende wedstrijden in Oost-Europa, en werd hij zowel voor het EK als het WK geselecteerd door zijn nationale bond. Door zijn goede resultaten werd hij opgemerkt, en kreeg een contract bij AWT-GreenWay, het opleidingsteam van Etixx-Quick Step. In 2015 won hij verschillende wedstrijden bij de beloften, en werd hij voor de tweede maal in zijn carrière Slowaaks kampioen tijdrijden bij de beloften. Op het EK in Estland won Baška de spurt van een uitgedund peloton, voor de Rus Mamyr Stasj en werd zo Europees beloftekampioen.
In 2016 werd Baška prof bij Tinkoff. Zijn debuut voor de ploeg maakte hij in de Ronde van Dubai, waar hij negende wist te worden in de laatste etappe. In het voorjaar wist hij in de Handzame Classic Dylan Groenewegen en Gianni Meersman voor te blijven in de massasprint.

## Overwinningen
2013
 Slowaaks kampioen tijdrijden, Beloften
2014
Visegrad 4 Bicycle Race – GP Polski Via Odra
Central-European Tour Košice-Miskolc
Central-European Tour Isaszeg-Budapest
2015
4e etappe Carpathian Couriers Race, Beloften
3e etappe Ronde van Berlijn, Beloften
 Slowaaks kampioen tijdrijden, Beloften
 Slowaaks kampioen op de weg, Beloften
 Europees kampioen op de weg, Beloften
Puchar Ministra Obrony Narodowej
2016
Handzame Classic
5e etappe Ronde van Kroatië (ploegentijdrit)

## Resultaten in voornaamste wedstrijden
| Jaar | Ronde van Italië | Ronde van Frankrijk | Ronde van Spanje |
| ---- | ---------------- | ------------------- | ---------------- |
| 2016 |                  |                     |                  |
| 2017 |                  |                     |                  |
| 2018 |                  |                     |                  |
| 2019 |                  |                     |                  |
| 2020 |                  |                     |                  |
| 2021 |                  |                     |                  |

| Jaar | Amstel Gold Race | Gent-Wevelgem | Parijs-Tours |  | WK op de weg |
| ---- | ---------------- | ------------- | ------------ |  | ------------ |
| 2016 |                  | opgave        |              |  |              |
| 2017 | opgave           |               |              |  | opgave       |
| 2018 |                  |               |              |  | opgave       |
| 2019 |                  |               |              |  | opgave       |
| 2020 |                  |               |              |  |              |
| 2021 |                  |               | 112e         |  | opgave       |

## Ploegen
- 2013 –  Dukla Trenčín Trek
- 2014 –  Dukla Trenčín Trek
- 2015 –  AWT-GreenWay
- 2016 –  Tinkoff
- 2017 –  BORA-hansgrohe
- 2018 –  BORA-hansgrohe
- 2019 –  BORA-hansgrohe
- 2020 –  BORA-hansgrohe
- 2021 –  BORA-hansgrohe
- 2022 –  Dukla Banska Bystrica

Baška · Broniš · Daško · Gavenda · Jurčo · Kolář · Kováč · Mahďar · Malovec · Taragel · Tybor · Vyšna
Baška · Broniš · Daško · Jurčo · Kováč · Mahďar · Malovec · Taragel · Tybor
Baška · Bechynē · Bouhanni · Brockhoff · Cuadros · García · Guérin · Kasperkiewicz · Lehky · Novák · Schachmann · Schlegel · Molly (stagiair)
Baška · Bennati · Blythe · Boaro · Bodnar · Broett · Contador · Gatto · Gogl · Hansen · Hernández · Kišerlovski · Kolář · Kreuziger · Majka · McCarthy · Paulinho · Petrov · Poljański · Rogers · Rovny · J. Sagan · P. Sagan   · Tosatto · Trofimov · Troesov · Valgren · Ballerini (stagiair) · Fortunato (stagiair) · Montagnoli (stagiair)
Ackermann · Archbold · Bárta · Baška · Benedetti · Bennett · Bodnar · Buchmann · Burghardt · Herklotz · Kolář · König · Konrad · Majka · McCarthy · Mendes · Mühlberger · Pelucchi · Pfingsten · Poljański · Pöstlberger · J. Sagan · P. Sagan    · Saramotins · Schillinger · Schwarzmann · Selig
Ackermann · Baška · Benedetti · Bennett · Bodnar · Buchmann · Burghardt · Formolo · Großschartner · Kennaugh · Kolář · König · Konrad · Majka · McCarthy · Mühlberger · Oss · Pelucchi · Pfingsten · Poljański · Pöstlberger · J. Sagan · P. Sagan  · Saramotins · Schillinger · Schwarzmann · Selig
Ackermann · Baška · Benedetti · Bennett · Bodnar · Buchmann · Burghardt · Drucker · Formolo · Gatto · Großschartner · Kennaugh · König · Konrad · Majka · McCarthy · Mühlberger · Oss · Pfingsten · Poljański · Pöstlberger · J. Sagan · P. Sagan · Schachmann · Schillinger · Schwarzmann · Selig
Ackermann · Baška · Benedetti · Bodnar · Buchmann · Burghardt · Drucker · Fabbro · Gamper · Gatto · Großschartner · Kämna · Konrad · Laas · Majka · McCarthy · Mühlberger · Oss · Poljański · Pöstlberger · J. Sagan · P. Sagan · Schachmann · Schelling · Schillinger · Schwarzmann · Selig
Ackermann · Aleotti · Baška · Benedetti · Bodnar · Buchmann · Burghardt · Fabbro · Gamper · Großschartner · Kämna · Kelderman · Konrad · Laas · Meeus · Oss · Palzer (vanaf 1 april) · Politt · Pöstlberger · J. Sagan · P. Sagan · Schachmann · Schelling · Schillinger · Schwarzmann · Selig · Walls · Wandahl · Zwiehoff